# 코티아이움의 알렉산드로스
코티아이움의 알렉산드로스(고대 그리스어: Ἀλέξανδρος; 서기 70–80년경 – 150년경)는 그리스인 문법학자로, 로마 황제 마르쿠스 아우렐리우스의 지도자들 중 한 명으로 언급되었다. 알렉산드로스한테서 수학한 수사학자 아일리우스 아리스티데스가 언급한 그의 비문(λόγος ἐπιτάφιος)만이 남아 있다.